# Walenty Janowski
Walenty Janowski (zm. marzec 1800 w Krakowie) – polski malarz działający w Krakowie w drugiej połowie XVIII stulecia.
Nieznana jest dokładna data jego narodzin. Był synem Jana, bratem Mikołaja, malarza. 
Uczył się malarstwa u Franciszka Molitora. W 1760 roku został wpisany do Albumu Studiosorum, metryki Akademii Krakowskiej, a 25 kwietnia tego samego roku przejęto go do krakowskiego cechu malarzy. W późniejszych latach kilkukrotnie pełnił godność starszego tego cechu (1764–1765, 1769, 1772, 1778, 1780–1783). Jego uczniami, których wyzwolił na malarzy, byli Wojciech Gutowski (wyzwoliny 1774), P. Kawęcki (1774), Idzi Golakowski z Kłobucka (1780) i Wojciech Bączkowski z Kęt (1780 lub 1786).
Tworzył głównie obrazy religijne, z których jedynym znanym w oryginale jest Pokłon pasterzy (około 1762) w kaplicy Skotnickich w katedrze na Wawelu, namalowany w duchu późnego baroku rzymskiego. Oprócz tego wykonał podobizny świętych franciszkańskich w krużgankach krakowskiego klasztoru Franciszkanów, które uległy zniszczeniu w 1832 roku i polichromię w kościele Wszystkich Świętych (znaną z akwarel Józefa Brodowskiego, przedstawiała sceny z życia Chrystusa i dziejów kościoła). W 1768 roku złocił ołtarz w jednej z kaplic bocznych kościoła Kamedułów na Bielanach.
Żoną Janowskiego była Katarzyna, z którą doczekał się sześciorga dzieci (chrzczone w kościele Wszystkich Świętych między 1760 a 1768). Jeden z synów malarza, Jan Maciej Józef (zm. 1838), wstąpił do zakonu, przybierając imię Mikołaja i osiągnął godność kanonika kapituły krakowskiego
Walenty Janowski zmarł w marcu 1800 roku w Krakowie. 
Edward Rastawiecki, oceniając twórczość Walentego, stwierdził, że wykazywał talent, śmiałość i szybkość w pracy, zarazem jednak tworzył niedbale i przeciętnie.